# Batalion KOP „Podświle”

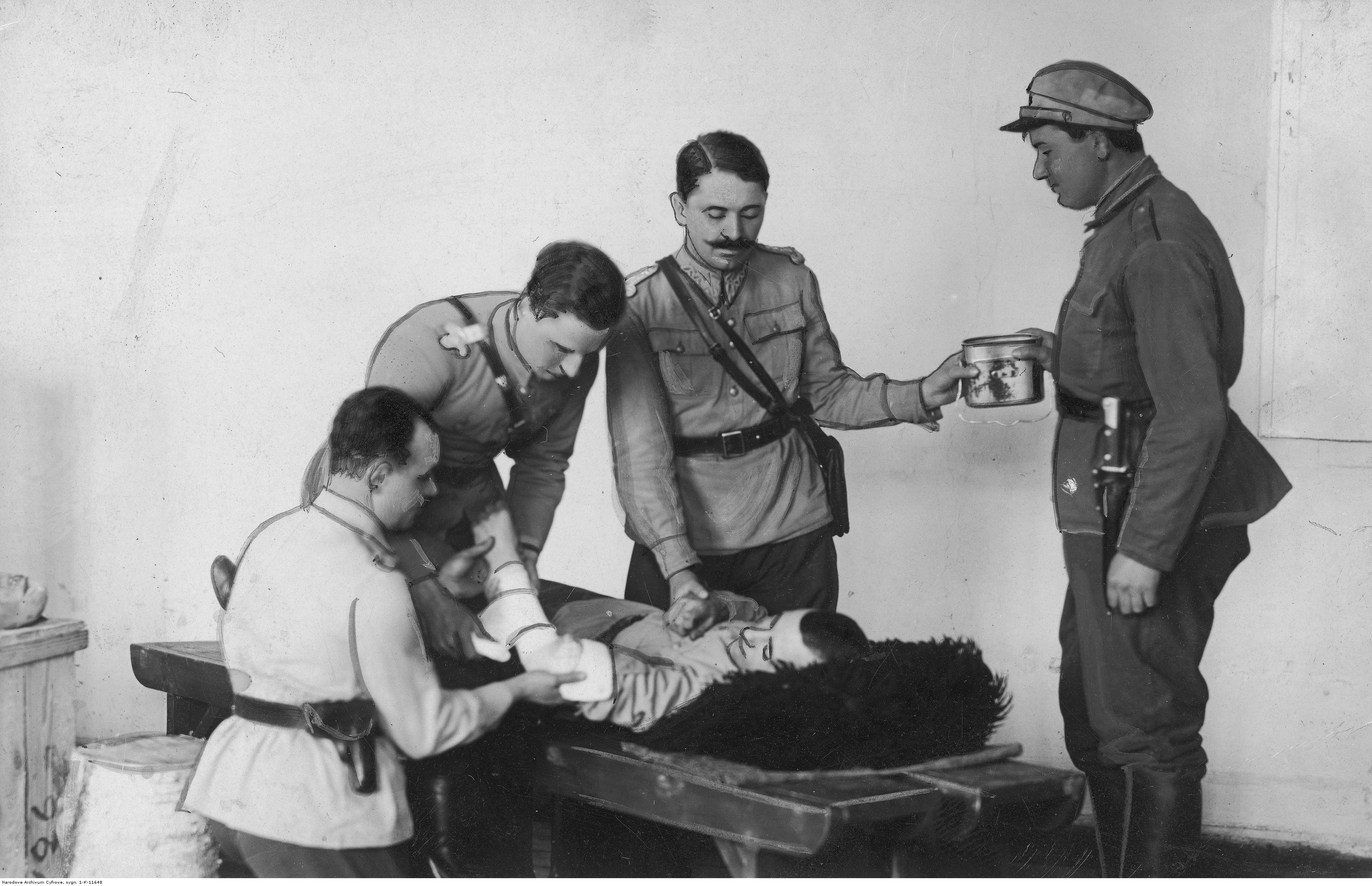
Przedstawienie „Rozkaz” w teatrze żołnierskim

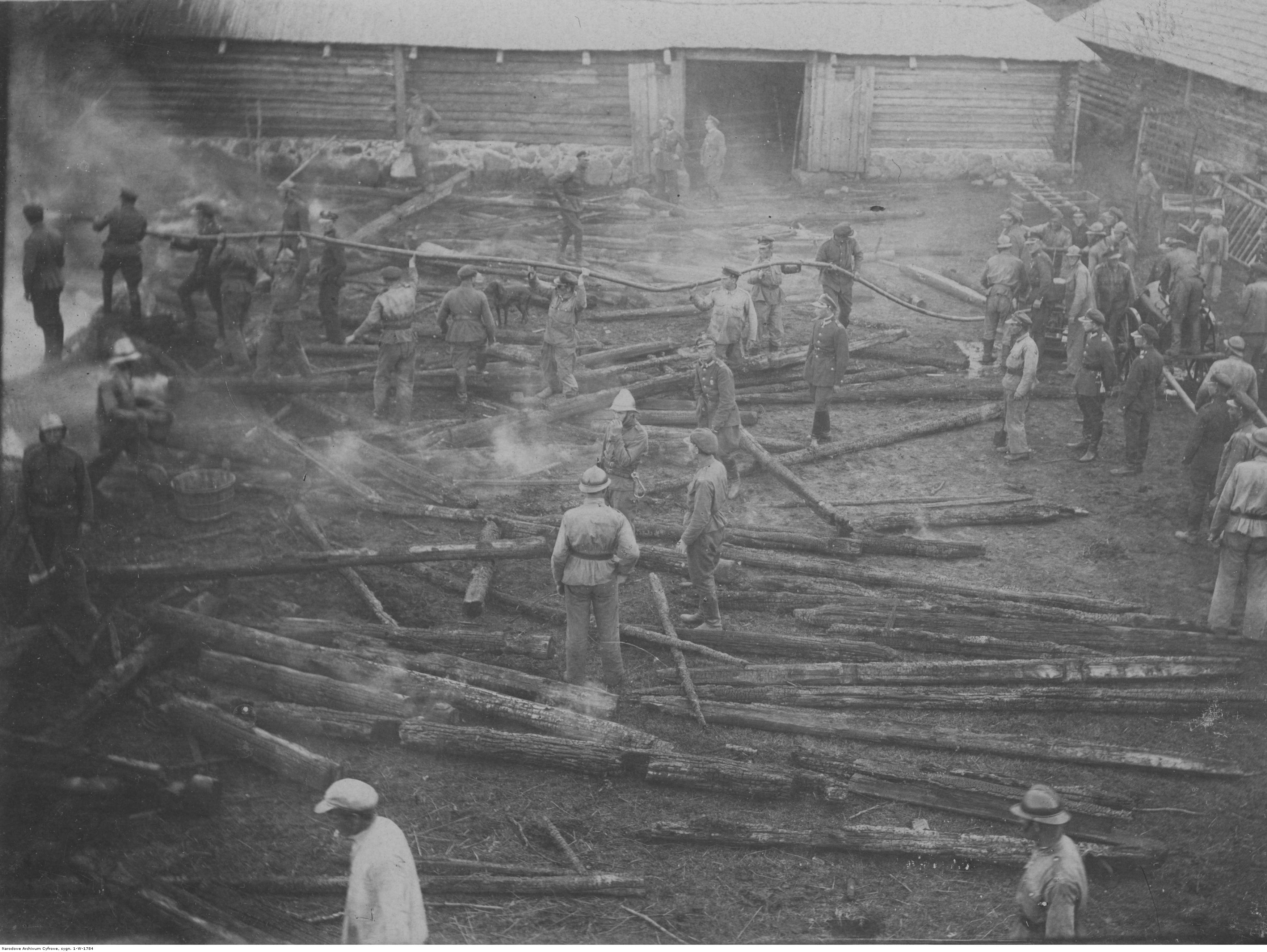
Straż pożarna 7 batalionu KOP „Podświle”; gaszenie pożaruw majątku Alizberg, w okolicy Podświla.

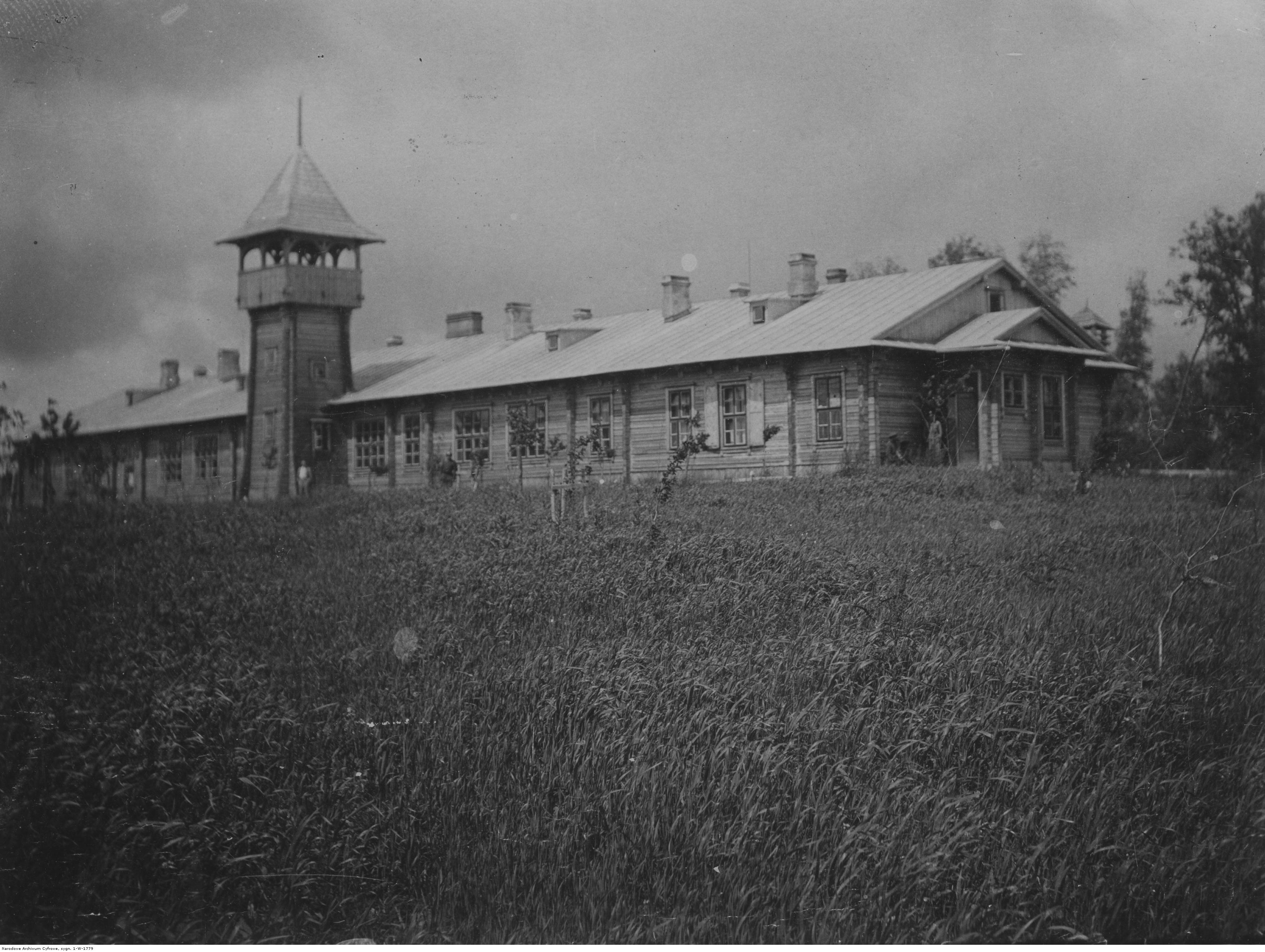
Koszary 7 batalionu KOP „Podświle”

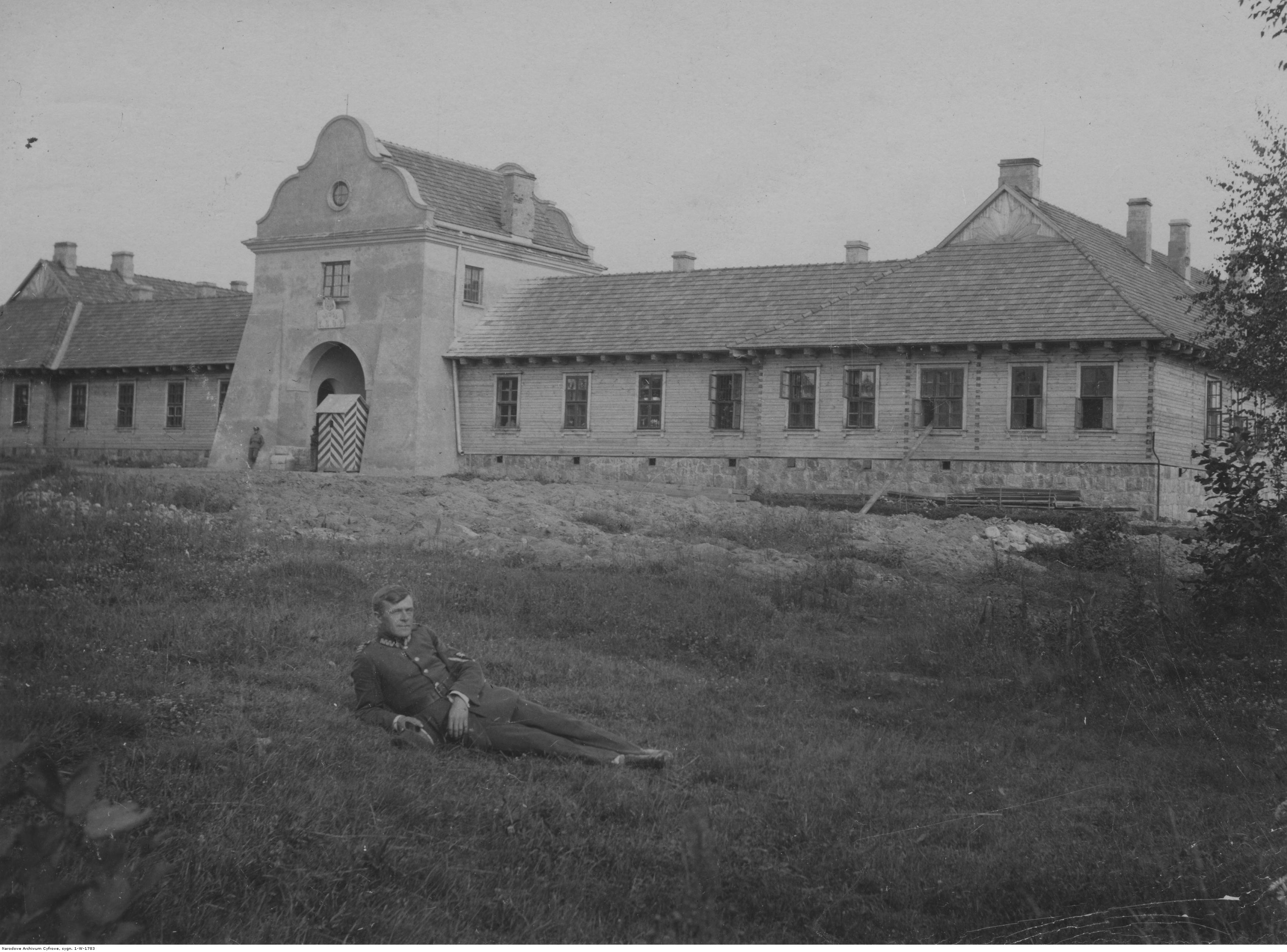
Koszary 7 batalionu KOP „Podświle”

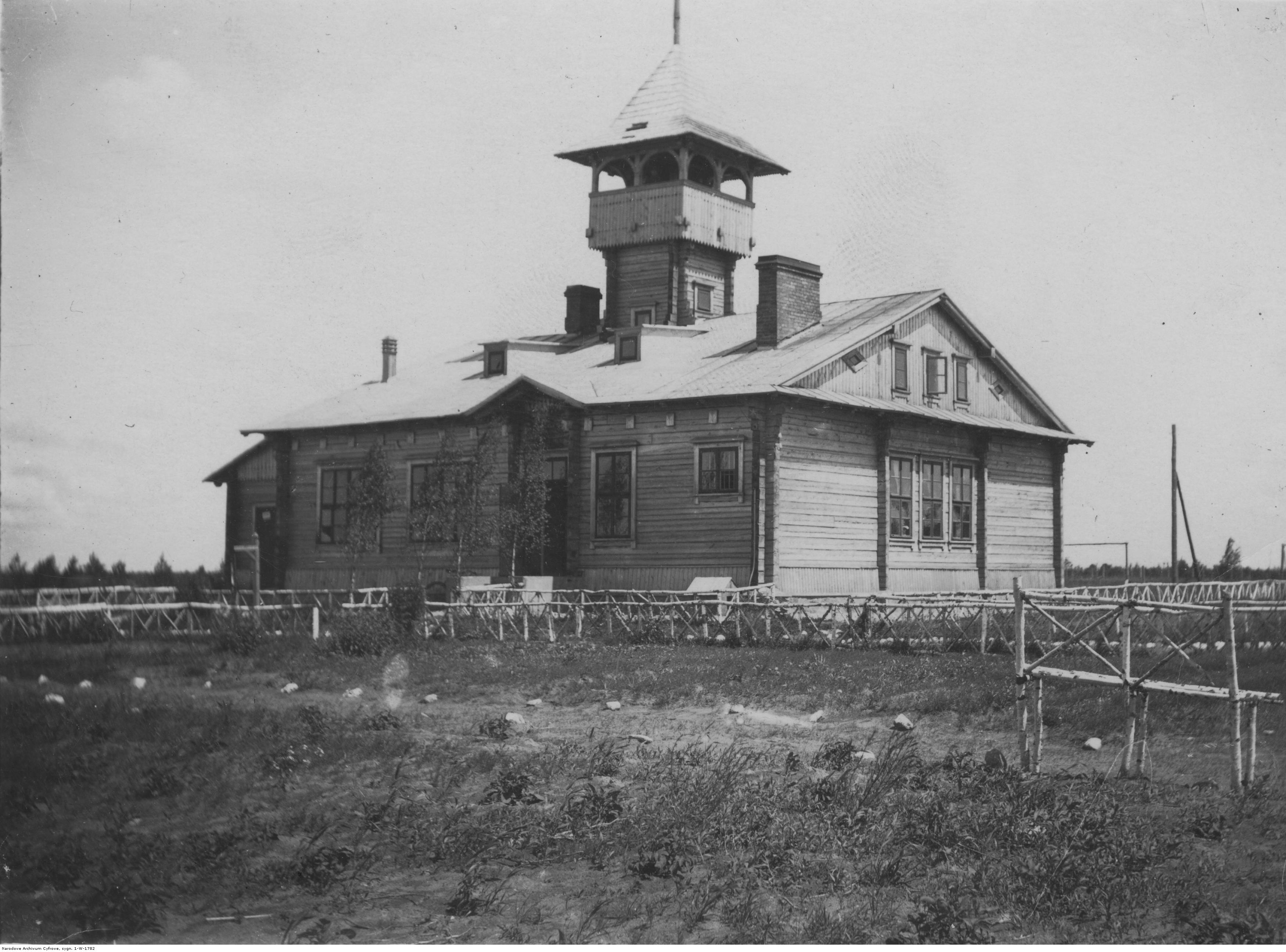
Strażnica KOP „Kamienny Wóz”

Batalion KOP „Podświle” – pododdział piechoty, podstawowa jednostka taktyczna Korpusu Ochrony Pogranicza.

## Formowanie i zmiany organizacyjne
Na posiedzeniu Politycznego Komitetu Rady Ministrów, w dniach 21-22 sierpnia 1924, zapadła decyzja powołania Korpusu Wojskowej Straży Granicznej. 12 września 1924 Ministerstwo Spraw Wojskowych wydało rozkaz wykonawczy w sprawie utworzenia Korpusu Ochrony Pogranicza, a 17 września instrukcję określającą jego strukturę. W pierwszym etapie organizacji KOP sformowano 3 Brygadę Ochrony Pogranicza, a w jej składzie 7 batalion graniczny „Podświle” (Hołubicze). Podstawą formowania był rozkaz szefa Sztabu Generalnego L. dz. 12044/O.de B./24 z dnia 27 września 1924. Nazwa jednostki pochodzi od leżącej na północnej Wileńszczyźnie miejscowości Podświle, znajdującej się wówczas na obszarze województwa wileńskiego i będącej macierzystym garnizonem batalionu. W jego skład wchodziły: cztery kompanie piechoty, drużyna dowódcy batalionu i pluton łączności. Według etatu liczy on 25 oficerów, 200 podoficerów i 603 szeregowców. Jego uzbrojenie stanowiły: 2 ciężkie karabiny maszynowe, 48 ręcznych km, 48 garłaczy, 439 karabinów, 280 karabinków i 32 pistolety. Środki transportu to 15 wozów taborowych, 1 motocykl i 7 rowerów. Długość ochranianego przez batalion odcinka granicy wynosiła 79 kilometrów, przeciętna długość pododcinka kompanijnego to 26 kilometrów, a strażnicy 5 kilometrów. Odległość dowództwa batalionu od dowództwa brygady wynosiła 100 kilometrów.
We wtorek 30 grudnia 1924 w Hołubiczach (gmina Hołubicze) porucznik Karol Władysław Podroużek, pełniący czasowo obowiązki adiutanta, zastrzelił dowódcę batalionu majora Gwidona Bursę.
Latem 1927 batalion został włączony do składu 3 Półbrygady Ochrony Pogranicza, która dwa lata później została przemianowana na pułk KOP „Głębokie”.
W lipcu 1929 przyjęto zasadę, że bataliony przyjmą nazwę miejscowości będącej miejscem ich stacjonowania. Obok nazwy geograficznej, do 1931 stosowano również numer batalionu. W tym czasie batalion na uzbrojeniu posiadał 710 karabinów Berthier wz.1916, 52 ręczne karabiny maszynowe Chauchat wz. 1915 i 2 ciężkie karabiny maszynowe wz.1914.
W wyniku reorganizacji batalionu w 1931, w miejsce istniejących plutonów karabinów maszynowych, utworzono kompanię karabinów maszynowych. Rozwinięto też kadry kompanii szkolnej do pełnoetatowej kompanii odwodowej. Po przeprowadzonej reorganizacji „R.2” batalion składał się z dowództwa batalionu, plutonu łączności, kompanii karabinów maszynowych, kompanii szkolnej, dwóch kompanii odwodowych i trzech kompanii granicznych.
W listopadzie 1936 batalion etatowo liczył 19 oficerów, 70 podoficerów, 25 nadterminowych i 627 żołnierzy służby zasadniczej.
Rozkazem dowódcy KOP z 23 lutego 1937 została zapoczątkowana pierwsza faza reorganizacji Korpusu Ochrony Pogranicza „R.3”. Batalion otrzymał nowy etat. Był jednostką administracyjną dla dowództwa pułku KOP „Głebokie”, batalionu KOP „Berezwecz”, szwadronu kawalerii KOP „Podświle”, placówki wywiadowczej KOP nr 3, posterunku żandarmerii przy pułku KOP „Głebokie” i posterunku żandarmerii KOP „Podświle”, komendy powiatu pw KOP „Dzisna”, stacji gołębi pocztowych KOP „Postawy”. W wyniku realizacji drugiej fazy reorganizacji KOP, latem 1937 zabrakło pomieszczeń dla części plutonów odwodowych kompanii granicznych. Dowódca KOP nakazał rozmieścić je przy innych kompaniach batalionu.
Z dniem 15 maja 1939 batalion stał się oddziałem gospodarczym. Stanowisko kwatermistrza batalionu przemianowane zostało na stanowisko zastępcy dowódcy batalionu do spraw gospodarczych, płatnika na stanowisko oficera gospodarczego, zastępcy oficera materiałowego dla spraw uzbrojenia na zbrojmistrza, zastępcy oficera materiałowego dla spraw żywnościowych na oficera żywnościowego.
W sierpniu 1939 baon KOP „Podświle” wszedł jako II batalion w skład sformowanego 3 pułku piechoty KOP. Do 13 września 1939 pułk uczestniczył w walkach z wrogiem na Suwalszczyźnie. 13 września 1939 pułk został przetransportowany na Wołyń w rejon Równe–Kostopol, gdzie uczestniczył w walkach z wojskami sowieckimi. Brał udział w walkach z sowietami 21–22 września 1939 w rejonie wsi Borowicze, a 23 września 1939 w rejonie wsi Radoszyn, gdzie po walce z przeważającymi siłami agresora sowieckiego 3 pp KOP skapitulował.
Po odejściu z garnizonu II/3 pp KOP z pozostałości jednostki w Podświlu oraz wcielonych rekrutów i rezerwistów został wystawiony nowy baon KOP „Podświle”, który wszedł w skład pułku KOP „Głębokie”. Po odtworzeniu, batalion ochraniał granicę z ZSRR o długości 77,573 km. Od 17 września 1939 baon wziął udział w walkach z Armią Czerwoną.

## Służba graniczna
Batalion graniczny był podstawową jednostką taktyczną Korpusu Ochrony Pogranicza przeznaczoną do pełnienia służby ochronnej na powierzonym mu odcinku granicy polsko-radzieckiej, wydzielonym z pasa ochronnego brygady. Odcinek batalionu dzielił się na pododcinki kompanii, a te z kolei na pododcinki strażnic, które były „zasadniczymi jednostkami pełniącymi służbę ochronną”, w sile półplutonu. Służba ochronna pełniona była systemem zmiennym, polegającym na stałym patrolowaniu strefy nadgranicznej i tyłowej, wystawianiu posterunków alarmowych, obserwacyjnych i kontrolnych stałych, patrolowaniu i organizowaniu zasadzek w miejscach rozpoznanych jako niebezpieczne, kontrolowaniu dokumentów i zatrzymywaniu osób podejrzanych, a także utrzymywaniu ścisłej łączności między oddziałami i władzami administracyjnymi. Batalion graniczny KOP „Podświle” w 1934 ochraniał odcinek granicy państwowej szerokości 81 kilometrów 864 metrów. Po odtworzeniu w 1939, batalion ochraniał granicę długości 77 kilometrów 573 metrów.
Wydarzenia:

- 9 marca 1925, we wsi Starosiedle (mp dowództwa pododcinka nr 4) szef 1 kompanii 7 batalionu granicznego sierż. Czaus zastrzelił dowódcę kompanii kpt. Henryka Kajetaniaka[23].
- W niedzielę 17 października 1937, w Drozdowszczyźnie, w 13 rocznicę objęcia służby na granicy, odbyło się poświęcenie kościółka pod wezwaniem św. Trójcy, wybudowanego dzięki poparciu KOP i ofiar społeczeństwa gminy prozorockiej, a następnie, w obecności wojewody wileńskiego, Ludwika Bociańskiego, dokonano uroczystego wręczenia batalionowi karabinu maszynowego, ufundowanego przez miejscową ludność w ramach zbiórki FON[24].

Bataliony sąsiednie:
- 5 batalion KOP „Łużki” ⇔ 1 batalion KOP „Budsław”

## Walki batalionu
Walki o strażnice

Strzegący granicy z ZSRR batalion graniczny kpt. Franciszka Osmakiewicza 17 września 1939 rozpoczął walki z atakującym strażnice sowieckimi oddziałami 5 Dywizji Strzeleckiej wzmocnionej 25 Brygadą Pancerną, 22 Wietrińską komendanturą Wojsk Pogranicznych NKWD i 13 Oddziału Wojsk Pogranicznych NKWD dowodzonego przez płk. Rakutina. Siły jakie uderzyły na batalion to 10 ekwiwalentnych batalionów piechoty i około 300 wozów bojowych.
We wczesnych godzinach rannych przez pododdziały 5 DS i 22 komendantury WOP została zaatakowana 2 kompania graniczna „Prozoroki”. Zaskoczenie sprawiło, że praktycznie bez walki błyskawicznie utracono wszystkie strażnice.
Strażnica „Parczewszczyzna”, zaatakowana przez pododdział 22 komendantury WOP została rozbita. Do dowództwa 2 kompanii w Prozorokach dotarł tylko jeden żołnierz.
Strażnica „Zahacie" straciła 2 zabitych i 1 rannego. Pozostali żołnierze, w tym dowódca strażnicy, dostali się do niewoli.
Strażnica „Stelmachowo Wielkie”, zaalarmowana strzałami oddanymi przez wartownika, opuściła strażnicę i bez strat dotarła do Prozorków.
3 kompania graniczna „Dziwniki” atakowana była przez pododdziały 5 DS i 13 Oddziału Wojsk Ochrony Pogranicza NKWD. Strażnice prawdopodobnie podjęły walkę i zostały zniszczone. W walkach o strażnicę „Kamienny Wóz” zostało ciężko rannych pięciu czerwonoarmistów.
Pluton odwodowy z Dziwników poniósł duże straty, a pozostałość wycofała się w kierunku Podświla.
Strażnice 1 kompanii granicznej „Krzyżówka”, zaalarmowane odgłosami walk, prawdopodobnie wycofały się bez walki.
W walkach odwrotowych z Armią Czerwoną:

Nieliczne grupy żołnierzy z rozbitych strażnic wycofywały się do Podświla i dalej w kierunku Głębokiego. W godzinach przedpołudniowych stoczyły one walkę na przedpolach Głębokiego z jednostkami 5 DS płk. Kuźmy Galickiego. Żołnierze 2 kompanii „Prozoroki” ostrzelali pododdziały tyłowe 5 DS na południowy zachód od Prozorków, w wyniku czego jeden czerwonoarmista poniósł śmierć, a dwóch zostało rannych. Po walce 30 żołnierzy batalionu dostało się do niewoli. Wzięty do niewoli przez pododdział 13 Oddziału Wojsk Ochrony Pogranicza NKWD płk. Rakutina został też sztab batalionu.

## Struktura organizacyjna batalionu

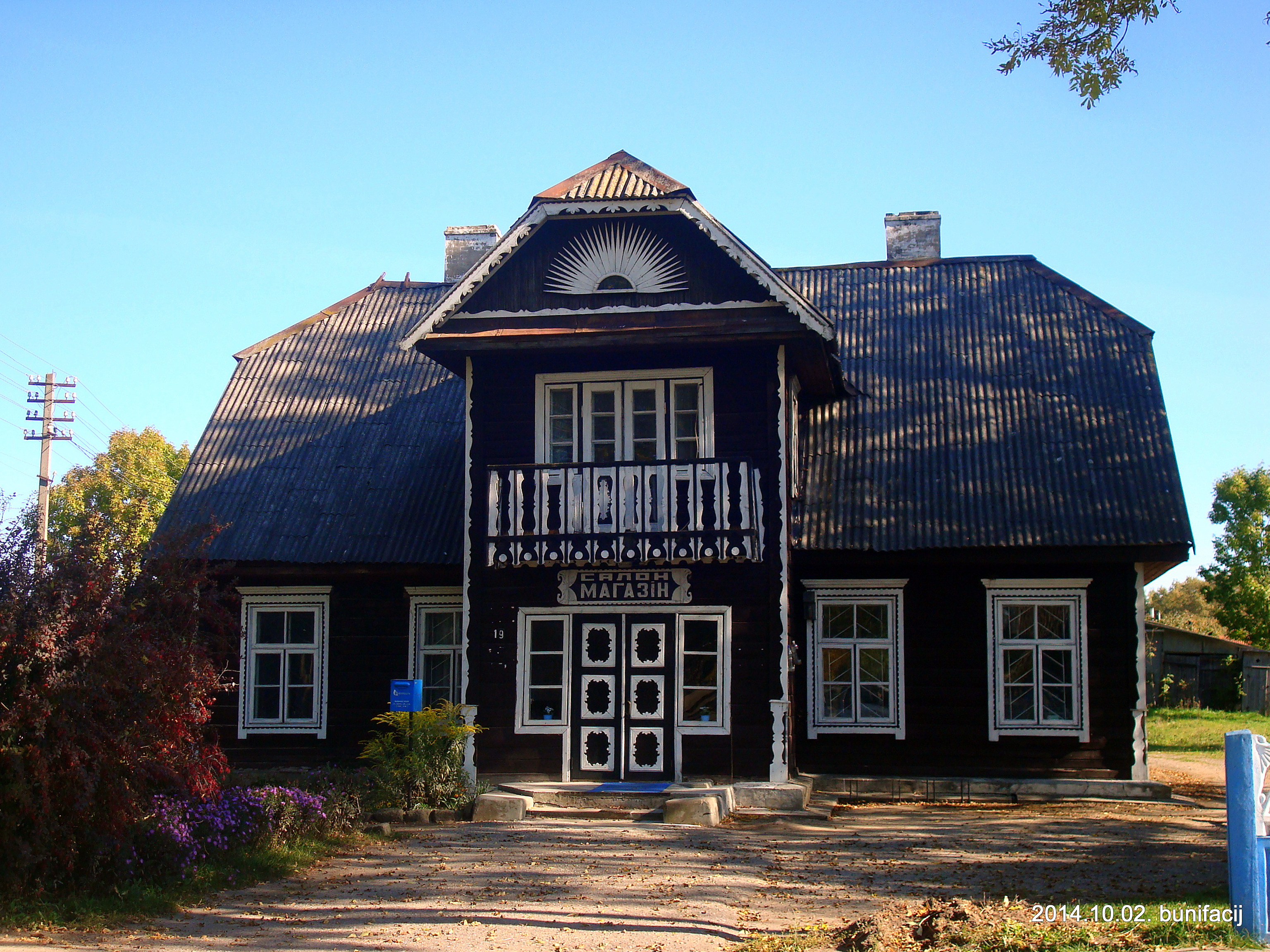
Dom dla oficerów z 1935 w Podświlu

Kompanie graniczne w 1930 :
- 1 kompania graniczna KOP „Czyste”
- 2 kompania graniczna KOP „Polewacze” (31 X 1931 już Prozorki)
- 3 kompania graniczna KOP „Dziwniki”
- 4 kompania graniczna KOP „Głębokie” (do 1931)

Organizacja batalionu w 1934:
- dowództwo batalionu
- pluton łączności
- kompania odwodowa
- kompania karabinów maszynowych
- 1 kompania graniczna KOP „Czyste”
- 2 kompania graniczna KOP „Prozoroki”
- 3 kompania graniczna KOP „Dziwniki”

Organizacja i dyslokacja batalionu KOP „Podświle” przed 1937
- dowództwo batalionu KOP „Podświle” (osada Podświle w gm. Hołubicze, powiat dziśnieński)
- 1 kompania KOP „Zahacie”
  - strażnica KOP „Zahacie” (majątek Zahacie w gm. Prozoroki)
  - strażnica KOP „Stelmachowo” (folwark Stelmachowo Duże, wcześniej Stelmachowo Wielkie w gm. Prozoroki)
  - strażnica KOP „Cielesze” (kolonia Cielesze I, Cielesze II i Cielesze III w gm. Prozoroki)
  - strażnica KOP „Karczemno” (wieś Karczemno w gm. Prozoroki)
- 2 kompania graniczna KOP „Dziwniki”
- 3 kompania KOP „Krzyżówka” (zaścianek Krzyżówka w gm. Hołubicze[d])
  - strażnica KOP „Hrazie” (wieś Hrazie, wcześniej Grazie, w gm. Prozoroki)
  - strażnica KOP „Kamienny Wóz” (na wschód od zaścianku Kamienny Jeż, w gm. Hołubicze)
  - strażnica KOP „Lipowo” (majątek Lipowo w gm. Hołubicze)
  - strażnica KOP „Borsuczyno” (zaścianek Hornowo IV, wcześniej Hornowo-Wierciński, w gm. Hołubicze[e])
  - strażnica KOP „Bortkiewicze” (zaścianek Hornowo I, wcześniej Hornowo-Bartkiewicze, w gm. Hołubicze[f])

Organizacja batalionu KOP „Podświle” w 1939:
dowództwo batalionu KOP w Podświle
- kompania odwodowa
- kompania ckm
- pluton łączności
- 2 kompania graniczna KOP „Prozoroki”
- 3 kompania graniczna KOP „Dziwniki”
- 1 kompania graniczna KOP „Krzyżówka”

## Kadra batalionu
| stopień           | imię i nazwisko             | okres pełnienia służby  | kolejne stanowisko                 |
| ----------------- | --------------------------- | ----------------------- | ---------------------------------- |
| mjr piech.        | Gwidon Bursa                | do † 30 XII 1924        | ---                                |
| mjr piech.        | Kazimierz I Chmielewski     | do 31 VII 1926          | 32 pp                              |
| mjr piech.        | Władysław Królikowski       | 31 VII 1926 – 28 I 1931 | kwatermistrz 62 pp                 |
| mjr / ppłk piech. | Piotr Sosialuk              | 10 II 1931 − 29 IV 1934 | dowódca batalionu KOP „Niemenczyn” |
| ppłk              | Czesław Rzedzicki           | 29 IV 1934 −            |                                    |
| ppłk              | Władysław Antoni Stępkowicz | 13 IV 1937 - 1939       | zm. 1940 Katyń                     |
| kpt.              | Franciszek Osmakiewicz      | 1939                    |                                    |

Obsada personalna w 1928:
- dowódca batalionu – mjr Władysław Królikowski
- adiutant batalionu – por. Paweł Staroń
- kwatermistrz – kpt. Jan Cichocki
- płatnik – por. Adam Wąs
- oficer materiałowy – por. Wacław Burchart
- oficer żywnościowy – por. Tadeusz Sowiński
- oficer wywiadowczy – por. Leon Muller
- lekarz – kpt. Dydak Pozarzycki
- dowódca kompanii szkolnej – kpt. Stanisław Sudolski
- dowódca plutonu łączności – por. Eugeniusz Kister

Obsada personalna w październiku 1934:
- dowódca batalionu – mjr Czesław Rzedzicki
- adiutant batalionu – kpt. Andrzej Szumliński
- kwatermistrz – kpt. Leon Dolata
- oficer materiałowy – por. Mikołaj Właszczyk
- płatnik – por. Adam Wąs
- lekarz – kpt. Stanisław Godorowski
- dowódca plutonu łączności – por. Wacław II Motelski
- dowódca kompanii odwodowej – kpt. Adam I Kowalczyk
- dowódca kompanii karabinów maszynowych – kpt. Julian Radoniewicz
- komendant powiatowy pasa granicznego PW „Postawy” – por. Konrad Majcherski

Obsada personalna batalionu w marcu 1939
- dowódca batalionu – ppłk piech. Władysław Antoni Stępkowicz[h]
- adiutant batalionu – kpt. Adam Ludwik Kryciński[i]
- kwatermistrz – kpt. adm. (piech.) Mikołaj Właszczyk
- oficer materiałowy – por. piech. Władysław Głąb
- lekarz medycyny – kpt. lek. dr Antoni Ignacy Gmerek
- oficer płatnik – kpt. int. Franciszek Augustyn Rachel
- oficer żywnościowy – chor. Czesław Sawicki
- dowódca 1 kompanii granicznej – por. piech. Wacław Kubiak
- dowódca plutonu – por. piech. Antoni Lachowicz
- dowódca 2 kompanii granicznej – kpt. piech. Józef Minkina
- dowódca plutonu – por. piech. Mieczysław Kazimierz Wasch
- dowódca 3 kompanii granicznej – kpt. piech. Franciszek Osmakiewicz
- dowódca plutonu – por. piech. Bronisław Olech
- dowódca kompanii odwodowej – kpt. piech. Marian Pecolt[j]
- dowódca plutonu – por. piech. Leopold Jan Zachwiej
- dowódca kompanii karabinów maszynowych – por. piech. Stefan Pawlak
- dowódca plutonu – por. piech. Stanisław Antoni Masłowiec
- dowódca plutonu łączności – por. piech. Edmund Wysocki[k]

Obsada personalna II/3 pp KOP we wrześniu 1939
- dowódca batalionu – ppłk piech. Władysław Antoni Stępkowicz
- adiutant batalionu – por. piech. Stanisław Antoni Masłowiec
- dowódca 4 kompanii – kpt. piech. Józef Minkina
- dowódca II plutonu – ppor. piech. rez. Ferdynand Malec[48]
- dowódca 5 kompanii – por. piech. Rydzewski
- dowódca 6 kompanii – por. piech. Alfons Drozdowski
- dowódca 2 kompanii ckm – por. piech. Stefan Pawlak
- dowódca I plutonu – ppor. piech. rez. Stefan Ludwik Grobelny
- dowódca II plutonu – ppor. piech. rez. Smoleński
- dowódca III plutonu – ppor. piech. rez. Walentynowicz
- dowódca IV plutonu – ?
- dowódca plutonu moździerzy – ppor. piech. rez. Żukowski
- dowódca plutonu przeciwpancernego – por. piech. Leopold Jan Zachwiej

### Żołnierze batalionu – ofiary zbrodni katyńskiej
Biogramy zamordowanych znajdują się na stronie internetowej Muzeum Katyńskiego
| Nazwisko i imię           | stopień              | zawód             | miejsce pracy przed mobilizacją     | zamordowany |
| ------------------------- | -------------------- | ----------------- | ----------------------------------- | ----------- |
| Borusewicz Benedykt       | porucznik rezerwy    | nauczyciel        | szkoła w Zaborjach                  | Katyń       |
| Stefan Ludwik Grobelny    | ppor. piech. rez.    |                   |                                     | Katyń       |
| Kowalczuk Walerian        | podporucznik rezerwy | nauczyciel        | szkoła w pow. dzisneńskim           | Katyń       |
| Władysław Stępkowicz      | podpułkownik         | żołnierz zawodowy | dowódca batalionu                   | Katyń       |
| Alencynowicz Franciszek   | podporucznik rezerwy | nauczyciel        | Szkoła w Podświlu                   | Kalinin     |
| Bełtowski Józef           | porucznik w st. sp.  | nauczyciel        |                                     | Kalinin     |
| Nowakowski Tadeusz Stefan | podporucznik rezerwy | nauczyciel        |                                     | Kalinin     |
| Kubiak Wacław             | porucznik            | żołnierz zawodowy | dca kompanii granicznej „Krzyżówka” | Kalinin     |
| Waszczyk Mikołaj          | kapitan              | żołnierz zawodwy  |                                     | Kalinin     |